# 荊棘叉鼻魨
荊棘叉鼻魨為輻鰭魚綱魨形目四齒魨亞目四齒魨科的其中一種，為熱帶海水魚，分布於東印度洋馬來西亞檳城海域，棲息在底層水域，生活習性不明。

## 扩展阅读
維基物種上的相關：荊棘叉鼻魨